# Tersløse-Skellebjerg-Niløse Sogn
Tersløse-Skellebjerg-Niløse Sogn er et sogn i Ringsted-Sorø Provsti (Roskilde Stift).
I 1800-tallet var Skellebjerg Sogn i Løve Herred anneks til Tersløse Sogn, der i gejstlig henseende også hørte til Løve Herred, men ellers til Merløse Herred, også i Holbæk Amt. Tersløse-Skellebjerg sognekommune indgik i 1966 - 4 år før kommunalreformen i 1970 - i Dianalund Kommune, der ved strukturreformen i 2007 indgik i Sorø Kommune.
I Tersløse-Skellebjerg-Niløse Sogn ligger Tersløse Kirke fra Middelalderen, Kolonien Filadelfia Kirke fra 1904 og Skovkirken under Filadelfia fra 1973, samt Skellebjerg Kirke og Niløse Kirke.
Sognet blev dannet 1. december 2024 ved sammenlægning af Tersløse Sogn, Skellebjerg Sogn og Niløse Sogn.
- Kolonien Filadelfia Kirke
- Niløse Kirke
- Skellebjerg Kirke
- Skovkirken
- Tersløse Kirke

I sognet findes følgende autoriserede stednavne:
- Atterup (bebyggelse, ejerlav)
- Brandstrup (bebyggelse, ejerlav)
- Bøgeskov (areal, bebyggelse)
- Dianalund (bebyggelse)
- Filadelfia (bebyggelse)
- Hesselhuse (bebyggelse)
- Kammergave Mark (bebyggelse)
- Karsholte (bebyggelse, ejerlav)
- Klokkerskov (bebyggelse)
- Kragebro (bebyggelse)
- Sønderskov (bebyggelse)
- Tersløse (bebyggelse, ejerlav)
- Vejrbæk (bebyggelse)

## Eksterne kirker/henvisninger
- Fil med information om sogne og kommuner
- Autoriserede stednavne i Danmark

|  | Denne artikel kan blive bedre, hvis der indsættes geografiske koordinater Denne artikel omhandler et emne, som har en geografisk lokation. Du kan hjælpe ved at indsætte koordinater i wikidata. |